# Horton (Somerset)
Horton es una parroquia civil situada en Somerset, Inglaterra (Reino Unido). Según el censo de 2021, tiene una población de 830 habitantes.